# Contamination .7
Contamination .7 è un film del 1990 diretto da David Hills (alias Joe D'Amato) e Martin Newlin (alias Fabrizio Laurenti).
Il film è stato distribuito negli USA il 29 dicembre 1993 come Contamination .7, Creepers e The Crawlers. Nonostante sia noto anche con i titoli Troll 3 e Troll III: Contamination Point 7, il film non ha niente a che fare con la commedia horror Troll 2 né col film horror Troll. In Italia il film è noto anche con il titolo Radici assassine.

## Trama
Dopo che l'impianto industriale d'una piccola città scarica illegalmente dei rifiuti pericolosi in un bosco che circonda la cittadina, le persone iniziano a morire in modi sempre più raccapriccianti. Le persone non riescono a individuare la fonte di queste morti inspiegabili, fino a quando l'EPA indaga, dimostrando che le radici hanno subito delle mutazioni genetiche a causa dei rifiuti. Queste iniziano a uccidere e mangiare le persone. Le piante tentano di liberarsi, ma l'EPA arriva di nuovo e usando dei bulldozer sradica tutte le piante.